# Ammothea antipodensis
Ammothea antipodensis is een zeespin uit de familie Ammotheidae. De soort behoort tot het geslacht Ammothea. Ammothea antipodensis werd in 1972 voor het eerst wetenschappelijk beschreven door Clark. 